# Maarten Tromp (admirał)
Maarten Harpertszoon Tromp (ur. 23 kwietnia 1598 w Den Briel, zm. 10 sierpnia 1653 w Scheveningen) – admirał holenderskiej floty wojennej.
Tromp był synem oficera holenderskiego liniowca; matka prała marynarskie koszule, by uzupełnić skromny domowy budżet. W wieku 9 lat, Tromp razem ze swym ojcem po raz pierwszy wypłynął w morze i był obecny podczas bitwy pod Gibraltarem. Trzy lata później żeglowali razem do Afryki na statku handlowym, gdy zostali zaatakowani przez angielskich piratów. W czasie walki zginął ojciec Trompa. Według legendy 12-letni chłopiec zebrał załogę statku z okrzykiem Czy nie chciałbyś pomścić śmierci mego ojca?. W rzeczywistości piraci pojmali go i zmusili do służby w roli chłopca kajutowego (ang. cabin boy) przez następne sześć lat. Gdy został uwolniony, wsparł swą matkę i trzy siostry pracując w stoczni w Rotterdamie, a w morze wypłynął ponownie w wieku 19 lat, a 3 lata później znów został pojmany – tym razem przez korsarzy berberyjskich z Tunisu. Trzymany był jako niewolnik do 24. roku życia, kiedy zrobił wrażenie na beju Tunisu swoimi umiejętnościami w obsłudze artylerii i nawigacji. Ponownie odzyskał wolność. W 1621 jako porucznik wstąpił do holenderskiej marynarki wojennej. Jego pierwszym wyróżnieniem było stanowisko kapitana okrętu flagowego Pieta Heyna podczas walki z piratami z Ostendy w 1629, podczas których zginął Heyn. Od tego czasu jego okręt nazywał się Vliegende Groene Draeck.
Tromp, po kilku latach przerwy, powrócił do służby w marynarce wojennej i awansował z kapitana na admirała-porucznika Zachodniej Fryzji w 1637, w czasie, gdy admirał-porucznik Philips van Dorp i inni wysocy oficerowie zostali usunięci ze służby z powodu swojej niekompetencji.
Chociaż formalnie podlegał admirałowi (ang. Admiral-General) Fryderykowi Henrykowi Orańskiemu, w rzeczywistości był naczelnym wodzem połączonej floty holenderskiej, gdyż stadhouder nie miał pojęcia o walce na morzu. Tromp przez większość czasu zajęty był blokowaniem pirackiego portu Dunkierki.
W 1639 w ramach walki Holandii o niezależność od Hiszpanii, Tromp pobił wielką flotę hiszpańską zbudowaną we Flandrii i mającą ostatecznie zdławić holenderski opór, w bitwie na płyciźnie Downs, kończąc potęgę hiszpańskiej floty wojennej. Na wstępie bitwy pod Dunkierką z 18 sierpnia 1639 Tromp był pierwszym znanym dowódcą floty, który zastosował na morzu taktykę liniową. Jego okręt flagowy podczas tej bitwy zwał się Aemilia.
W pierwszej wojnie angielsko-holenderskiej 1652-1653 Tromp dowodził holenderską flotą w bitwach pod Dungeness, pod Portland, North Foreland (na Gabbard i pod Scheveningen, w której zginął z ręki snajpera umieszczonego w takielunku okrętu Williama Penna. Dowodzący okrętem flagowym kapitan Egbert Bartholomeusz Kortenaer
utrzymał morale floty holenderskiej, nie opuszczając bandery na znak, że wódz naczelny floty wciąż żyje.
Śmierć Maartena Trompa była nie tylko ciężkim ciosem dla holenderskiej marynarki wojennej, lecz także ciosem dla stronnictwa Oranżystów, którego stronnikiem był Tromp. Oranżyści chcieli prowadzić walkę z Anglią aż do pełnej restauracji dynastii Stuartów. Po bitwie pod Scheveningen wzrosło teraz znaczenie Republikanów, a pokojowe negocjacje ruszyły pełną parą szybko doprowadzając do kończącego wojnę Traktatu w Westminster w 1654.
Podczas jego kariery jego głównym rywalem był wiceadmirał Witte de With, który także służył w admiralicji Rotterdamu (Admiralicja Maas) od 1637. De With czasowo zastępował go jako naczelny wódz, np. w bitwie pod Kentish Knock. Jednak następcą Trompa został admirał-porucznik Jacob van Wassenaer Obdam.
Jeden z synów Trompa, Cornelis Tromp poszedł w ślady ojca i także został naczelnym wodzem floty holenderskiej.

## Literatura
- Roger Hainsworth and Christine Churches, The Anglo Dutch Naval Wars 1652-1674, Sutton Pub Ltd, 1998
- Oliver Warner, Great Sea Battles, Spring Books London, 1973
- R. Prud’homme van Reine, Schittering en Schandaal. Dubbelbiografie van Maerten en Cornelis Tromp, Arbeidspers, 2001
- Warnsinck, JCM, Twaalf doorluchtige zeehelden, PN van Kampen & Zoon NV, 1941
- Warnsinck, JCM, Van Vlootvoogden en Zeeslagen, PN van Kampen & Zoon, 1940